# 中華民國市道
中華民國市道，依據修正後的中華民國《公路法》第二條第一項第四款規定，係指聯絡直轄市（縣）間交通及直轄市內重要行政區間之道路。其由各直轄市政府負責管轄與養護。全台縣、市道合計159條（含支線），總長度共有3638.137公里。

## 標誌
與縣道規格相同，市道路線標誌為正方形白底黑邊黑色阿拉伯數字，支線標誌為長方形白底黑邊黑色阿拉伯數字及天干。

市道標誌（主線）
市道標誌（支線）

## 編號

### 主線編號
為便於公路主管機關管理及用路人辨識，中華民國各級道路依其聯絡方向不同分為奇數及偶數，通常北南向及東北、西南向道路使用奇數編號；東西向及西北、東南向使用偶數編號。而每條公路的里程數亦依此方式自起點至終點標示里程。市道編號主要以數字為主，從101開始編列並依序遞增。

### 支線編號
市道支線起點所屬之主線縣道編號置於前，後方加上十天干作為支線編號。

## 市道公路系統
台灣各直轄市均有市道編制，總共有60條市道（含支線22條），其中臺北市1條、新北市20條、桃園市16條、台中市8條、台南市16條、高雄市8條，其中8條市道有連接至相鄰縣或市的同編號縣道。各市道之起終點及里程狀況列於市道列表中。
| 編號        | 起點                         | 終點                                   | 里程（km） | 另稱                                      | 起點終點牌                             |
| ----------- | ---------------------------- | -------------------------------------- | ---------- | ----------------------------------------- | -------------------------------------- |
| 市道101號   | 新北市三芝區                 | 新北市淡水區                           | 17.568     |                                           | 缺起點                                 |
| 市道101甲線 | 新北市三芝區北新莊           | 新北市三芝區及臺北市北投區界大屯山鞍部 | 11.03      | 巴拉卡公路                                | 缺終點                                 |
| 市道102號   | 基隆市中正區市政府前         | 新北市貢寮區福隆                       | 39.322     |                                           | 缺起點終點                             |
| 市道102甲線 | 新北市雙溪區                 | 新北市貢寮區澳底                       | 9.094      | 雙澳公路                                  |                                        |
| 市道103號   | 新北市八里區關渡大橋         | 新北市三重區台北橋                     | 9.607      |                                           |                                        |
| 市道103甲線 | 新北市蘆洲區                 | 新北市三重區重陽橋                     | 3.311      | 重陽橋聯絡線                              | 缺起點終點                             |
| 市道104號   | 新北市三重區三重交流道       | 新北市三重區中興橋                     | 4.325      |                                           | 缺終點                                 |
| 市道105號   | 新北市八里區大崁腳           | 桃園市龜山區                           | 22.716     |                                           |                                        |
| 市道106號   | 新北市林口區下福             | 新北市瑞芳區魚桀魚坑                   | 81.478     |                                           |                                        |
| 市道106甲線 | 新北市新莊區                 | 新北市板橋區捷運新埔站                 | 6.819      | 新北市特一號道路                          | 缺起點終點                             |
| 市道106乙線 | 臺北市文山區及新北市深坑區界 | 新北市坪林區                           | 22.534     | 文山路(國道3A號深坑端-國道五號石碇交流道) | 缺終點                                 |
| 市道107號   | 新北市五股區成子寮           | 新北市樹林區                           | 16.454     |                                           |                                        |
| 市道107甲線 | 新北市五股區洲子洋           | 新北市新莊區新莊副都心                 | 4.026      | 國道一號五股交流道聯絡道                  | 缺起點終點                             |
| 市道108號   | 桃園市蘆竹區海湖             | 新北市三重區中興橋下                   | 35.318     |                                           |                                        |
| 市道109號   | 臺北市南港區及新北市深坑區界 | 新北市深坑區草地頭                     | 2.707      | 南深公路                                  | 缺起點終點                             |
| 市道110號   | 桃園市大園區                 | 新北市新店區碧潭橋頭                   | 47.542     |                                           |                                        |
| 市道110甲線 | 桃園市大園區三塊厝           | 桃園市平鎮區宋屋                       | 12.652     |                                           |                                        |
| 市道110乙線 | 新北市鶯歌區鳳鳴             | 桃園市八德區                           | 1.816      | 國道二號大湳交流道聯絡道                  |                                        |
| 市道111號   | 新北市永和區中正橋           | 新北市新店區公館崙                     | 7.024      |                                           | 缺起點                                 |
| 市道112號   | 桃園市觀音區                 | 桃園市大溪區崎頂                       | 29.429     |                                           |                                        |
| 市道112甲線 | 桃園市大溪區南興             | 桃園市大溪區員樹林                     | 2.106      | 國道三號大溪交流道聯絡道                  |                                        |
| 市道113號   | 桃園市大園區後厝             | 桃園市龍潭區十一分                     | 31.361     | 中豐路(中壢-龍潭)                         |                                        |
| 市道113甲線 | 桃園市中壢區龍岡地下道       | 桃園市龍潭區                           | 9.853      | 金陵路                                    |                                        |
| 市道113乙線 | 桃園市龍潭區                 | 桃園市龍潭區                           | 1.656      | 國道三號龍潭交流道聯絡道                  |                                        |
| 市道113丙線 | 桃園市中壢區青埔             | 桃園市中壢區                           | 5.983      | 新生路                                    |                                        |
| 市道114號   | 桃園市新屋區永安漁港         | 新北市板橋區光復橋                     | 56.775     |                                           | 缺終點                                 |
| 市道114甲線 | 桃園市八德區                 | 桃園市大溪區缺子                       | 4.050      | 國道三號八德交流道聯絡道                  |                                        |
| 市道115號   | 桃園市觀音區                 | 新竹縣芎林鄉                           | 37.299     |                                           | 缺終點                                 |
| 市道116號   | 桃園市龜山區迴龍             | 新北市板橋區湳仔                       | 5.357      |                                           |                                        |
| 市道118號   | 新竹市北區舊港               | 桃園市復興區羅浮                       | 62.772     | 羅馬公路(馬武督/錦山→羅浮)                | 缺起點，唯一直轄市、縣、市皆經過的市道 |
| 市道121號   | 苗栗縣通霄鎮通霄車站         | 臺中市大甲區日南                       | 22.988     |                                           |                                        |
| 市道125號   | 臺中市大雅區                 | 臺中市烏日區成功                       | 14.532     |                                           | 缺起點                                 |
| 市道127號   | 臺中市大雅區                 | 臺中市霧峰區                           | 25.294     |                                           | 缺終點                                 |
| 市道129號   | 臺中市石岡區土牛             | 臺中市大里區塗城                       | 34.556     |                                           | 缺終點                                 |
| 市道132號   | 臺中市大安區大安港           | 臺中市后里區 后里車站                  | 19.983     |                                           | 缺終點                                 |
| 市道132甲線 | 臺中市后里區月眉             | 臺中市后里區下后里                     | 3.286      | 公安路－四村路－民生路                    |                                        |
| 市道136號   | 臺中市龍井區山腳             | 南投縣國姓鄉龜溝                       | 49.624     |                                           | 缺起點終點                             |
| 市道165號   | 嘉義縣中埔鄉後庄             | 臺南市官田區官田                       | 37.107     | 嘉白公路                                  |                                        |
| 市道171號   | 臺南市北門區                 | 臺南市官田區烏山頭                     | 38.269     |                                           | 缺終點                                 |
| 市道171甲線 | 臺南市官田區西庄             | 臺南市麻豆區                           | 3.598      | 台84線橋下側車道                          | 缺終點                                 |
| 市道171乙線 | 臺南市官田區西庄             | 臺南市官田區渡頭                       | 5.312      | 台84線橋下側車道                          |                                        |
| 市道172號   | 嘉義縣布袋鎮                 | 嘉義縣中埔鄉沄水                       | 55.986     |                                           | 唯一起點與終點皆不在直轄市的市道       |
| 市道172甲線 | 臺南市後壁區後壁車站         | 臺南市白河區市區                       | 5.238      |                                           |                                        |
| 市道172乙線 | 臺南市白河區仙草埔           | 臺南市白河區坪頂                       | 7.601      |                                           |                                        |
| 市道173號   | 臺南市麻豆區                 | 臺南市七股區九塊厝                     | 22.881     |                                           | 缺起點                                 |
| 市道173甲線 | 臺南市北門區蘆竹溝           | 臺南市七股區九塊厝                     | 16.579     | 台61線側車道                              |                                        |
| 市道174號   | 臺南市北門區蘆竹溝           | 臺南市東山區橫路                       | 46.312     |                                           | 缺終點                                 |
| 市道175號   | 臺南市白河區關子嶺           | 臺南市楠西區                           | 31.130     | 咖啡公路                                  |                                        |
| 市道176號   | 臺南市七股區新山子寮         | 臺南市官田區隆田                       | 28.735     |                                           |                                        |
| 市道177號   | 臺南市永康區蔦松             | 臺南市仁德區二行                       | 15.559     |                                           | 缺起點                                 |
| 市道177甲線 | 臺南市永康區大灣             | 臺南市歸仁區                           | 7.804      |                                           | 缺起點，終點未更新                     |
| 市道178號   | 臺南市安南區長安             | 臺南市大內區大匏崙                     | 29.686     |                                           | 起點未更新，缺終點                     |
| 市道178甲線 | 臺南市山上區溪州             | 臺南市山上區豐德                       | 6.082      |                                           | 缺起點                                 |
| 市道180號   | 臺南市北區                   | 臺南市永康區大灣                       | 7.683      |                                           | 缺終點                                 |
| 市道180甲線 | 臺南市永康區大灣             | 臺南市新化區                           | 7.376      |                                           | 缺起點，終點未更新                     |
| 市道181號   | 高雄市杉林區月眉             | 屏東縣高樹鄉高樹                       | 21.205     |                                           |                                        |
| 市道182號   | 臺南市中西區                 | 高雄市內門區七星洋                     | 34.864     |                                           |                                        |
| 市道183號   | 高雄市楠梓區                 | 高雄市鳳山區五甲                       | 16.303     |                                           | 缺起點終點                             |
| 市道183甲線 | 高雄市鳳山區市區             | 高雄市鳳山區頂庄                       | 4.617      |                                           |                                        |
| 市道183乙線 | 高雄市鳥松區市區             | 高雄市鳳山區                           | 4.891      |                                           |                                        |
| 市道186號   | 高雄市永安區維新             | 高雄市大樹區市區                       | 33.998     |                                           |                                        |
| 市道186甲線 | 高雄市大社區市區             | 高雄市大樹區大坑                       | 12.773     |                                           |                                        |
| 市道188號   | 高雄市鳳山區五甲             | 屏東縣竹田鄉泗洲                       | 22.059     | 台88線橋下道路                            |                                        |

## 歷史發展
台灣市道為原部分行經直轄市的縣道改編而來。五都改制後因直轄市幅員廣大，撤銷原縣、鄉道會造成用路人進入直轄市後失去指引；後公路法於2013年7月3日修法，新增市道和區道，得以保留直轄市內原縣區的縣道和鄉道。

## 養護機關
由新北市政府、台北市政府(未設置有關公路標誌)、桃園市政府、台中市政府、台南市政府、高雄市政府各自養護境內市道。